# Ti penso raramente
Ti penso raramente è un singolo del cantautore italiano Biagio Antonacci, pubblicato il 28 febbraio 2014 come primo estratto dal tredicesimo album in studio L'amore comporta.

## Descrizione
Ti penso raramente è stato scritto dallo stesso Biagio Antonacci e prodotto da quest'ultimo insieme a Michele Canova Iorfida.

## Video musicale
Per il brano Biagio Antonacci ha girato in prima persona un video selfie con il suo smartphone. Disponibile su VEVO, il video è stato ideato e montato da Mauro Lovisetto e ha superato 21 milioni di visualizzazioni.

## Tracce
1. Ti penso raramente – 4:01

## Classifiche

### Classifiche settimanali
| Classifica (2014) | Posizione massima |
| ----------------- | ----------------- |
| Italia            | 14                |

### Classifiche di fine anno
| Classifica (2014) | Posizione |
| ----------------- | --------- |
| Italia            | 59        |